# Phaonia ussuriensis
Phaonia ussuriensis este o specie de muște din genul Phaonia, familia Muscidae, descrisă de Zinovjev în anul 1980. Conform Catalogue of Life specia Phaonia ussuriensis nu are subspecii cunoscute.